# William Hickling Prescott
William Hickling Prescott (Salem, 4 de maio de 1796 — Boston, 29 de janeiro de 1859) foi um historiador norte-americano especializado na história da América de língua espanhola. William H. Prescott, apesar de amblíope, escreveu um conjunto notável e ainda hoje valioso de obras sobre a colonização castelhana da América Central e do Sul e sobre a monarquia espanhola. Foi um dos primeiros historiadores a aplicar os modernos métodos de investigação histórica às fontes arquivísticas castelhanas relacionadas com a América do Sul. Permaneceu nos anos de 1815-1816 em Ponta Delgada, Açores, cidade onde vivia o seu avô materno, tentando se recuperar dos seus problemas oftálmicos.

## Biografia
William H. Prescott nasceu em Salem, Massachusetts, filho de William Prescott Jr., um advogado, e de sua mulher, Catherine Greene Hickling, filha de Thomas Hickling, abastado comerciante e cônsul americano nos Açores. O seu avô paterno William Prescott serviu com o posto de coronel na Guerra da Independência Americana.
Iniciou os seus estudos nas Universidade de Harvard, destinado a seguir uma carreira na advocacia. Com grande pendor para a literatura cedo se destacou pela qualidade dos seus escritos.
Prescott perdeu a vista quando migalhas de pão se alojaram nos seus olhos durante uma brincadeira com colegas na cantina da Universidade de Harvard. Da inflamação resultou uma progressiva perda de visão que o deixou reduzido à quase cegueira, incapaz de ler ou escrever sem recorrer a um quadro construído para cegos.
Terminados os seus estudos em letras no verão de 1814, em janeiro de 1815 partiu para os Açores, onde permaneceu em casa do avô até abril de 1816 procurando alívio para os seus problemas com os olhos. Naquela altura o único olho funcional encontrava-se muito inflamado, forçando-o a permanecer às escuras durante semanas seguidas. Em abril de 1816 partiu para a Inglaterra, onde procurou, sem sucesso, a cura do seu problema oftálmico. Permaneceu na Europa, visitando a França e a Itália, até julho de 1817, mês em que regressou a Boston. Após o regresso, sem esperança de cura para os olhos, casou e decidiu abandonar o direito para se dedicar à literatura.
Depois de uma década de estudo, publicou em 1837 a sua obra History of Ferdinand and Isabella, que de imediato lhe granjeou o respeito dos historiadores contemporâneos.
À obra inicial seguiu-se em 1843 a History of the Conquest of Mexico, e em 1847 a obra Conquest of Peru. O seu último trabalho foi a History of Philip II., do qual o terceiro volume apareceu em 1858, que deixou incompleto. Neste último ano sofreu um grave acidente vascular cerebral ao qual se seguiu outro em 1859, que lhe causou a morte.
Em todos os seus trabalhos demonstrou grande capacidade de investigação, imparcialidade e um impressionante poder narrativo. A dificuldade que lhe causava a ambliopia torna ainda mais notável a sua capacidade investigativa, já que tinha que recorrer à escuta da leitura dos textos, em castelhano, que encontrava nos arquivos.
Prescott era um homem de carácter amável e benevolente que lhe granjeou a amizade dos mais distintos historiadores europeus e norte-americanos do seu tempo.
Muito do trabalho de William H. Prescott é baseado no estudo de fontes inéditas contidas nos arquivos de Espanha, o que é notável dada a quase cegueira do autor.
W. H. Prescott faleceu em New York, vítima de um acidente vascular cerebral. A cidade de Prescott, Arizona, foi baptizada em sua honra dado relevo da sua obra The Conquest of México.
As obras completas de William H. Prescott foram editadas em 16 volumes por J. F. Kirk em 1870-1874. A sua biografia foi publicada por George Ticknor (1864; com edição revista em 1875). Outras biografias foram publicadas por R. Ogden (1904) e Harry Thurston Peck (1905). Existem reedições recentes da biografia escrita por Peck (University Press of the Pacific, 2003).

## Principais obras
William H. Prescott é autor de numerosas obras, muitas das quais têm sido traduzidas em diversas línguas e tido múltiplas reedições, mesmo nos últimos anos:
- The History of Ferdinand and Isabella (1837);
- Spain's Conquest of the Moors;
- The Conquest of Mexico (1843);
- Biographical and Critical Miscellanies (1845);
- The Conquest of Peru (1847);
- The History of Philip II (1855-1958);
- The Correspondence of William Hickling Prescott (editada por Roger Wolcott, Massachusetts Historical Society, 1925).
- The Literary Memoranda of William Hickling Prescott (2 volumes editados por C. Harvey Gardiner, Oklahoma, 1961);
- The Papers of William Hickling Prescott (editados por C. Harvey Gardiner, Illinois, 1964).

Sobre Prescott escreveram-se, entre muitas, as seguintes obras:
- Donald G Darnell, William Hickling Prescott. Twayne, 1975.
- C. Harvey Gardiner, William Hickling Prescott: A Biography. Austin, 1969.
- George Ticknor, The Life of William Hickling Prescott. Ticknor and Fields, 1864.